# Stenosi laringo-tracheale
La stenosi laringotracheale è un restringimento abnorme delle vie aeree centrali.
Questo restringimento (stenosi) può verificarsi a livello della laringe, della trachea, della carena tracheale o dei bronchi principali.
In un piccolo numero di pazienti la stenosi non è singola, ma multipla, pertanto può essere presente in più di una localizzazione anatomica.

## Nomenclatura
Il termine stenosi laringo-tracheale ("laringo stenosi glottica"; "stenosi subglottica"; tracheale: restringimento ad un diverso livello delle vie aeree) risulta essere una descrizione più accurata per questa condizione rispetto, per esempio, al termine "stenosi subglottica" con il quale ci si riferisce unicamente ad una stenosi al di sotto delle corde vocali oppure al termine "stenosi tracheale". Nei neonati e nei bambini, comunque, la regione subglottica è, a tutti gli effetti, la parte più ristretta delle vie aeree, e molte stenosi si verificano proprio a questo livello.
Il termine stenosi subglottica è perciò spesso utilizzato per descrivere un restringimento delle vie aeree centrali nei bambini, ed il termine stenosi laringo-tracheale risulta più spesso utilizzato nei soggetti adulti.

## Cause
Stenosi laringo-tracheale è un termine generico per un vasto gruppo di patologie molto rare ed eterogenee. L'incidenza nella popolazione adulta di stenosi laringo-tracheale post-intubazione, la forma più benigna e comune di questa condizione, si aggira intorno a 1 su 200 000 adulti per anno.
Le cause principali di stenosi laringotracheale negli adulti sono:
|                          | Cause benigne | Cause maligne |
| ------------------------ | --- | --- |
| Compressione estrinseca  | - Gozzo tiroideo - Timoma - Linfoadenopatia mediastinica (causata, ad esempio, dalla tubercolosi) - Anomalie vascolari | - Cancro della tiroide - Cancro del polmone - Linfoadenopatie mediastiniche associate a linfomi |
| Compressioni intrinseche | - A livello della laringe (glottide) - Paralisi bilaterale delle corde vocali - Trauma da scoppio/taglio della laringe - Inalazione di corpi estranei - Sarcoidosi - Amiloidosi - Deficit bilaterale di mobilità delle corde vocali - Fissazione dell'articolazione crico-aritenoide - Artrite reumatoide - Fissazione dell'articolazione secondaria a intubazione - Cicatrici inter-aritenoidee - Fissazione secondaria a intubazione - Infezioni (ad esempio difterite, epiglottite) - Papillomatosi respiratoria - Grandi polipi delle corde vocali - Stenosi laringea congenita - Atresia laringea - Altre e rare malformazioni congenite della laringe - A livello di sottoglottide / trachea - Intubazione tracheale/tracheostomia correlate (causa più frequente) - Granulomatosi di Wegener - Stenosi idiopatica progressiva sottoglottica - Amiloidosi - Tracheopatia osteoplastica - Tracheomalacia - Collasso espiratorio dinamico delle vie aeree (EDAC) - Tracheobroncomalacia - Policondrite recidivante - Danni agli anelli tracheali dovuti a BPCO - Debolezza intrinseca degli anelli tracheali - Tumori benigni (ad esempio l'adenoma carcinoide) - Trauma con rottura della trachea. - Anomalie tracheali/sottoglottiche congenite - Anelli tracheali completi - Malformazioni tracheali/sottoglottiche congenite - Emangioma sottoglottico - Cisti sottoglottiche/ tracheali - A livello di carena tracheale o bronchi principali - Granulomatosi di Wegener - Inalazione di corpo estraneo - Tubercolosi - Successiva a terapia fotodinamica | - Tumori della testa e del collo (soprattutto il cancro della laringe o cancro in regione sopraglottica) - Tumori primitivi della trachea - Cancro erosivo della tiroide - Cancro erosivo dell'esofago - Cancro del polmone che causa ostruzione delle vie aeree centrali |

## Clinica
Il sintomo più comune di stenosi laringo-tracheale è certamente una difficoltà respiratoria (dispnea) che gradualmente peggiora, in particolare quando si intraprendono degli sforzi o delle attività fisiche (dispnea da sforzo). Il paziente può anche riferire di emettere dei suoni respiratori aggiunti, che nei casi più gravi possono essere identificati come stridore, ma in molti casi possono essere facilmente scambiati per un respiro affannoso e sibilante.
Questo aspetto può creare delle difficoltà diagnostiche ed effettivamente molti pazienti con stenosi laringo-tracheale sono erroneamente diagnosticati come pazienti asmatici e sono trattati per un presunto disturbo a carico delle vie aeree inferiori.
Ovviamente in questi pazienti l'utilizzo di broncodilatatori risulta del tutto inefficace e spesso lo stridore può essere provocato facendo loro iperestendere il collo e chiedendo di espirare forzatamente. Il fatto che la stenosi laringo-tracheale venga erroneamente scambiata per asma comporta che in questi pazienti aumenti la probabilità di dover essere eventualmente sottoposti a interventi di chirurgia maggiore, e può comportare un'evoluzione verso il cancro della trachea ed un ritardo di presentazione del paziente al chirurgo, quando ormai l'evoluzione tumorale è andata oltre i limiti di possibilità di esecuzione di una chirurgia curativa.

## Trattamento
Il trattamento ideale della stenosi laringo-tracheale non è stato ancora ben definito, dipendendo in gran parte dalla causa sottostante.
Le opzioni generali di trattamento comprendono
1. Dilatazione tracheale con broncoscopio rigido
2. Chirurgia laser e posizionamento di uno stent endoluminale.[27]
3. Resezione tracheale e successiva ricostruzione[16][28]

La dilatazione tracheale è una procedura utilizzata per allargare temporaneamente le vie respiratorie. L'effetto di dilatazione dura tipicamente da pochi giorni a 6 mesi. Diversi studi hanno messo in evidenza che a seguito di dilatazione meccanica si può verificare un alto tasso di mortalità e un tasso di recidiva di stenosi superiore al 90%. Per questo motivo molti autori preferiscono trattare la stenosi tramite escissione endoscopica con laser (comunemente ricorrendo al laser a CO2 oppure al laser neodimio: granato di ittrio e alluminio - laser Nd:YAG) ricorrendo poi alla dilatazione broncoscopica e ad uno stent prolungato con un tubo a T (generalmente in silicone).

Ci sono diverse opinioni sull'efficacia del trattamento con la chirurgia laser.

In mani esperte la resezione e ricostruzione tracheale (anastomosi completa end-to-end con o senza stent laringotracheale temporaneo per prevenire il collasso delle vie aeree) è ad oggi la migliore alternativa per curare completamente la stenosi e permette di ottenere ottimi risultati. Può quindi considerarsi il gold standard del trattamento ed è adatta per la quasi totalità dei pazienti.
La parte stenosata (ristretta) della trachea viene ad essere resecata e le estremità della trachea su cui si è intervenuti chirurgicamente vengono cucite insieme con delle suture. 
In caso di stenosi di lunghezza maggiore di 5 cm può essere necessario uno stent al fine di poter unire le sezioni.